# Lugalbanda

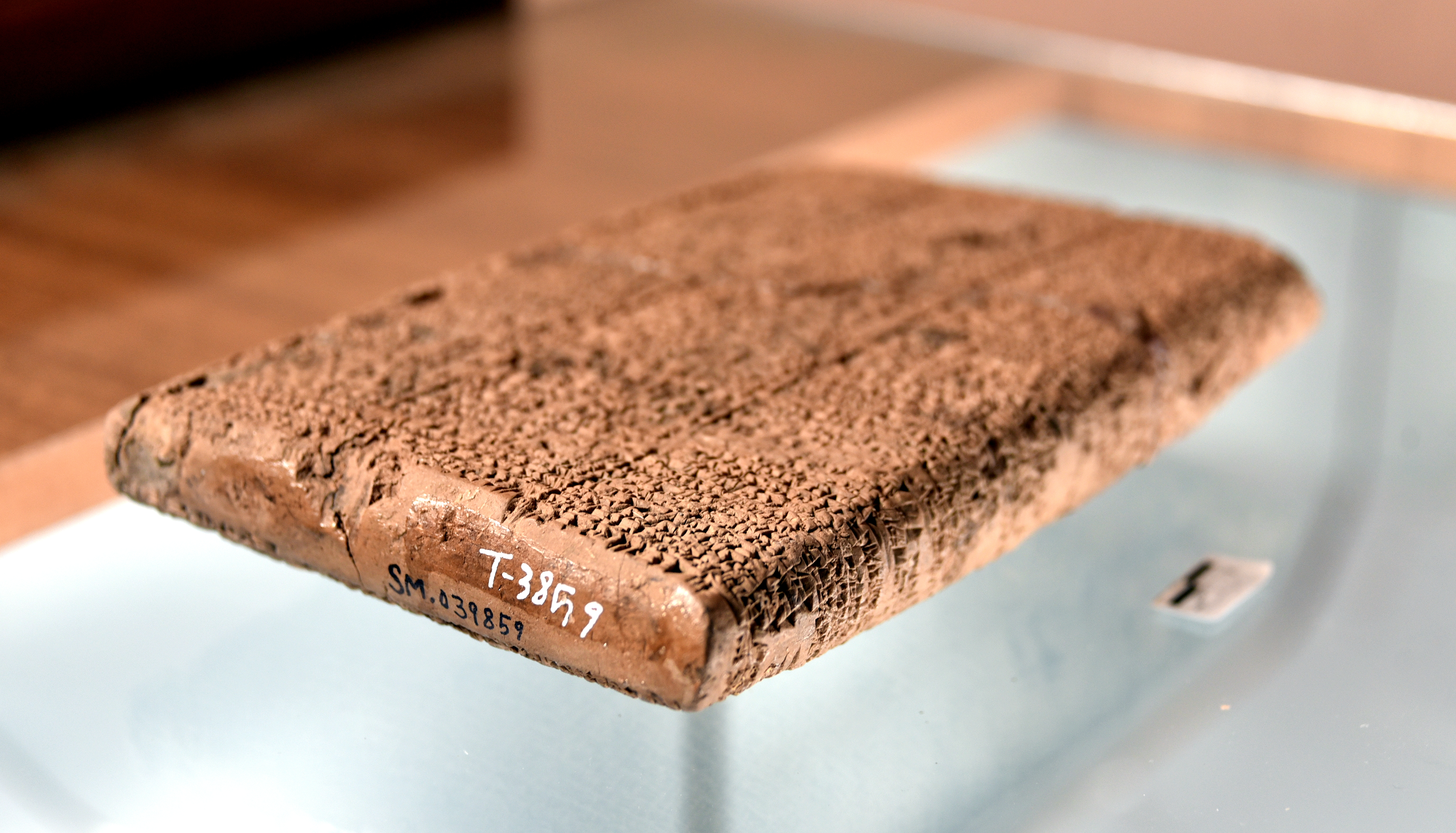
Tablilla de arcilla. La historia de Lugalbanda en la Cueva de la Montaña. Lugalbanda fue rey de Uruk y figura en la lista de reyes sumerios como el segundo rey de Uruk. Periodo antiguo-babilónico, 2003-1595 a. C. Adquisición. Procedente del sur de Irak; procedencia desconocida. Museo de Sulaymaniyah, Kurdistán iraquí.

Lugalbanda de Uruk (siglo XXVII  a.  C.) fue un rey sumerio, el tercero de la I dinastía de Uruk. También conocido como el sacerdote Lillah y padre de Gilgamesh
Era el jefe militar de Enmerkar, a quien sucedió. Lugalbanda también es protagonista en los ciclos de cuentos épicos del Sumer primigenio, en ellos aparece a las órdenes de Enmerkar realizando hazañas en las misiones que este le encomienda, en ellas se ven inmersos los propios dioses mesopotámicos, como Utu, el dios Sol (padre de Enmerkar) que libra a Lugalbanda de la muerte dándole de beber el brebaje de la vida, cuando cae moribundo de camino a Aratta, en el monte Hurrum. Su nombre significa "pequeño rey". Su verosimilitud histórica no está demostrada.